# Lista rezervațiilor naturale din județul Timiș
Lista rezervațiilor naturale din județul Timiș cuprinde ariile protejate de interes național (rezervații naturale), aflate pe teritoriul administrativ al județului Timiș, declarate prin Legea Nr. 5 din 6 martie 2000 (privind aprobarea Planului de amenajare a teritoriului național - Secțiunea a III-a - arii protejate).

## Lista ariilor protejate
| Denumirea ariei protejate          | Cod       | Localizare             | Categorie IUCN | Tip           | Suprafață (ha) | Observații (foto) |
| ---------------------------------- | --------- | ---------------------- | -------------- | ------------- | -------------- | ----------------- |
| Arboretumul Bazoș                  | RONPA0755 | Remetea Mare           | IV             | forestier     | 60             |                   |
| Insula Igriș                       | RONPA0762 | Sânpetru Mare          | IV             | mixt          | 3              |                   |
| Insula Mare Cenad                  | RONPA0761 | Cenad                  | IV             | mixt          | 3              |                   |
| Lacul Surduc                       | RONPA0765 | Fârdea                 | IV             | mixt          | 362            | Lacul Surduc      |
| Lunca Pogănișului                  | RONPA0753 | Sacoșu Turcesc, Tormac | IV             | botanic       | 75,50          |                   |
| Locul fosilifer Rădmănești         | RONPA0756 | Bara                   | IV             | paleontologic | 4              |                   |
| Movila Sisitak                     | RONPA0754 | Sânpetru Mare          | IV             | botanic       | 0,50           |                   |
| Mlaștinile Murani                  | RONPA0760 | Murani                 | IV             | ornitologic   | 200            |                   |
| Mlaștinile Satchinez               | RONPA0757 | Satchinez              | IV             | ornitologic   | 236            |                   |
| Pajiștea cu narcise Bătești        | RONPA0764 | Făget                  | IV             | botanic       | 20             |                   |
| Pădurea Bistra                     | RONPA0758 | Ghiroda                | IV             | forestier     | 19,90          |                   |
| Pădurea Cenad                      | RONPA0752 | Cenad                  | IV             | forestier     | 279,20         |                   |
| Rezervația ornitologică Beba Veche | RONPA0759 | Pordeanu               | IV             | ornitologic   | 2.187          |                   |
| Sărăturile Diniaș                  | RONPA0763 | Peciu Nou              | IV             | pedologic     | 4              |                   |